# Diego Calvo
Diego Gerardo Calvo Fonseca (* 25. března 1991, zkráceně znám jako Diego Calvo) je kostarický fotbalový záložník a reprezentant, od ledna 2016 hráč klubu Deportivo Saprissa. Účastník Mistrovství světa 2014 v Brazílii.

## Klubová kariéra
Calvo začínal v profesionálním fotbale v roce 2010 v kostarickém celku LD Alajuelense, s nímž vyhrál několik ligových titulů. V roce 2013 odešel do Norska do klubu Vålerenga IF.

## Reprezentační kariéra
Diego Calvo se zúčastnil Mistrovství světa ve fotbale hráčů do 20 let 2011 v Kolumbii, kde mladí Kostaričané podlehli v osmifinále domácímu týmu 2:3.
V národním A-týmu Kostariky debutoval v roce 2013.
Kolumbijský trenér Kostariky Jorge Luis Pinto jej vzal na Mistrovství světa 2014 v Brazílii. Kostarika se v těžké základní skupině D s favorizovanými celky Uruguaye (výhra 3:1), Itálie (výhra 1:0) a Anglie (remíza 0:0) kvalifikovala se sedmi body z prvního místa do osmifinále proti Řecku, nakonec byla vyřazena až ve čtvrtfinále s Nizozemskem (0:0, 3:4 na penalty). I tak dosáhla postupem do čtvrtfinále svého historického maxima.